# Палеонтология во Флориде

Расположение штата Флорида

Палеонтология во Флориде — палеонтологические исследованиям в штате Флорида или проводимые людьми из американского штата Флорида. Флорида имеет очень богатую летопись окаменелостей, охватывающую период от эоцена до недавнего времени. Окаменелости Флориды часто очень хорошо сохранились.
Самые старые известные окаменелости во Флориде относятся к эоцену. В это время территория Флориды была покрыта морем, обитателями которого были различные морские беспозвоночные и примитивные киты, такие как базилозавры. Во время более позднего миоцена территория Флориды снова превратилась в сушу из-за геологического поднятия и горообразования. Однако во Флорида-Кис формировались коралловые рифы. В морской среде плиоценовой Флориды обитали дюгони, морские свиньи, акулы и киты, а на суше — верблюды, собаки, лошади, родственники современных слонов, саблезубые кошки, тапиры. Период времени, лучше всего задокументированный в летописи окаменелостей Флориды, — это эпоха плейстоцена. Фактически, Флорида является лучшим источником плейстоценовых млекопитающих в мире, среди которых были короткомордые медведи, саблезубые кошки, глиптодонты, мамонты, мастодонты, гигантские наземные ленивцы и волки.

## Предыстория

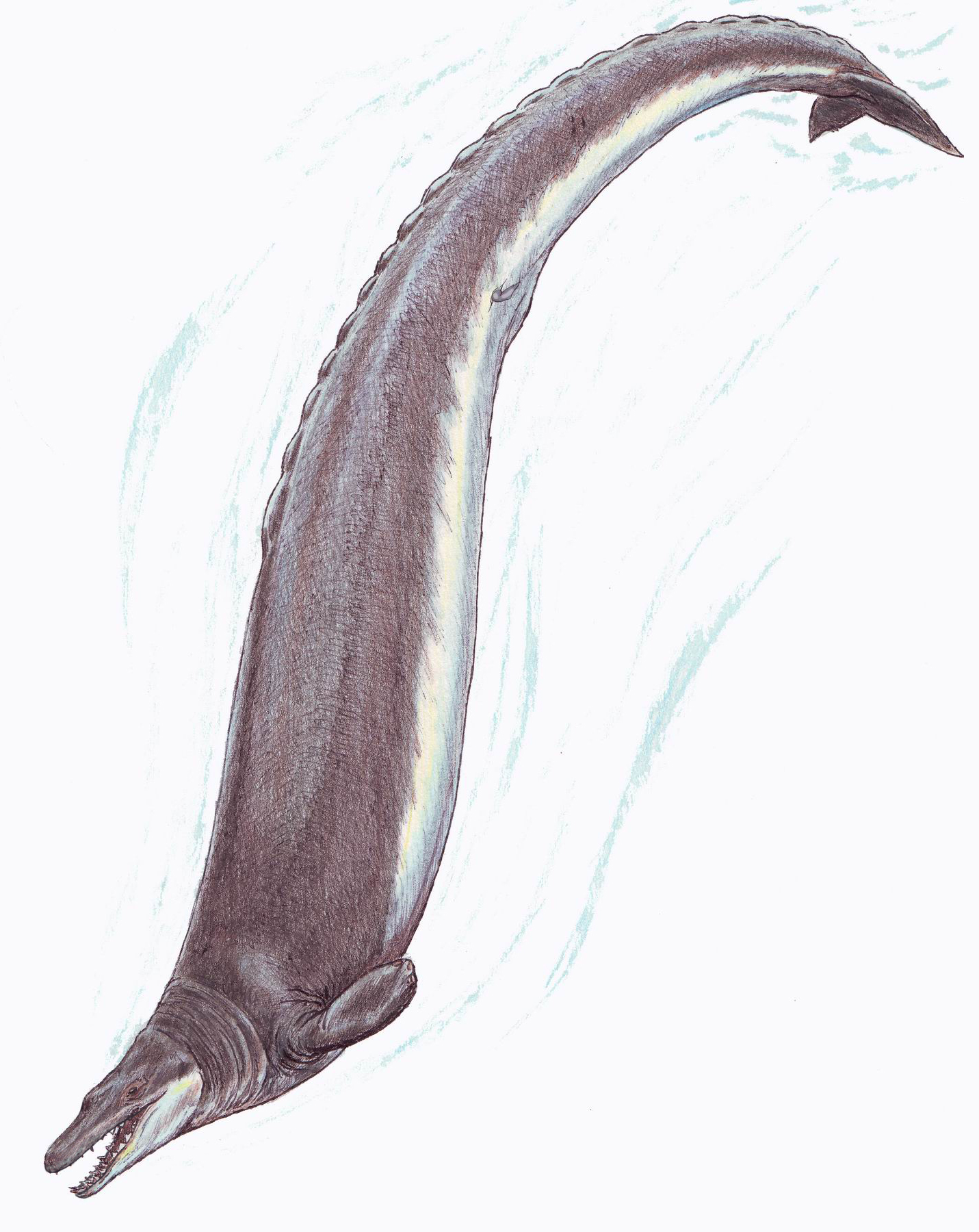
Реконструкция базилозавра

Флорида имеет очень богатую летопись окаменелостей. Геологическая история также сложна. Порода, лежащая в основе Флориды, изначально была частью Гондваны, но в пермском периоде стала частью Северной Америки, когда сформировалась Пангея. В мезозое Пангея снова начала распадаться, и Флорида осталась присоединенной к Северной Америке. Однако окаменелости динозавров в штате неизвестны, хотя они, вероятно, там жили. На самом деле неизвестно об окаменелостях из поверхностных отложений старше эоцена. Но на основе геологических данных вносят свой вклад в способность науки реконструировать историю меняющейся мезозойской среды Флориды. В меловой период полуостров Флорида был намного шире из-за того, что районы, которые теперь были затоплены как континентальный шельф, подвергались воздействию воздуха. Позже в меловом периоде северная Флорида была покрыта поднимающимися морями, соединяющими Мексиканский залив с Атлантикой. Этот проход воды назывался проливом Суванни.
Мелкое море покрыло большую часть штата во время палеогена, став местом обитания иглокожих и брюхоногих моллюсков, способствующих образованию Кайнозойского известняка, богатого окаменелостями. Самые старые геологические отложения во Флориде, содержащие окаменелости, относятся к эоценовому возрасту. В эоцене примитивные киты, такие как базилозавр, плавали над Флоридой. Среди других жителей было большое количество панцирных беспозвоночных, акул и сирен. Олигоценовые окаменелости во Флориде свидетельствуют о разнообразии наземной фауны.
В период раннего миоцена поднятие и горообразование заполнили пролив Суванни. В этот момент во Флорида-Кис формировались коралловые рифы. Карьер Томас-Фарм является самым богатым источником окаменелостей миоценовых млекопитающих на востоке США. В последующем плиоцене Флорида была домом для земноводных, медведей, множества птиц, верблюдов, крокодилов, оленей, собак, дюгоней, по крайней мере шести родов лошадей, пекари, морских свиней, родственников современных слонов, скатов, саблезубых кошек, тюлени, акулы, тапиры, черепахи и киты. Останки всех этих существ были найдены в районе округа Полк под названием Bone Valley. Позднетретичные окаменелости позвоночных известны из южной Флориды. при жизни этих животных южные 300 километров Флориды все ещё находились под водой. В позднетретичных отложениях округа Гилкрист обитаюли барсуки, медведи кадьяк, верблюды, собаки, лошади, носороги и другие животные. Около Гейнсвилла сохранились мамонты, мастодонты, ленивцы, гигантские бобры, копытные.
Плейстоценовые известняки Флорида-Кис богаты окаменелостями, а плейстоцен — это эпоха времени, лучше всего представленная в летописи окаменелостей Флориды. Фактически, плейстоценовые отложения Флориды считаются лучшим источником окаменелостей плейстоцена в мире, особенно для млекопитающих того периода. Кроме того, плейстоценовая Флорида имела большее разнообразие наземных позвоночных, чем любое другое место и время в истории Северной Америки. В то время местный уровень моря, что было связано с таянием ледников, покрывающих северную часть континента. Когда море отошло, образовались саванны, в которых паслись стада американских мастодонтов и колумбийских мамонтов. Гигантский наземный ленивец эремотерий был ещё одним современным крупным травоядным. Другие включали вилороговых, бизона, оленей, бронированных глиптодонтов и представители рода лошади. На них охотились хищники, такие как короткомордые медведи, ягуары, саблезубые кошки, львы, ужасные волки и волки

## История
В 1931 году фермер, вспахивая свое поле, обнаружил несколько костей. Он предположил, что это кладбище коренных американцев. Однако кости оказались окаменелостями и были куплены Университетом Флориды. Среди доисторических существ, останки которых сохранились здесь, — большой медведь, похожий на собаку, два разных вида верблюдов, несколько разных видов лошадиных и животное, похожее на свинью. В 1963 году было обнаружено несколько новых местонахождений окаменелостей миоценового возраста. Одна была найдена в крайнем северном районе штата, недалеко от его границы с Джорджией. Другая была найдена недалеко от Окала, а третья — в округе Эрнандо. В округе Эрнандо сохранились останки таких животных, как аллигаторы, представители семейства псовые, ореодонты, носороги и тапиры.

## Охраняемые территории
- Государственный геологический парк ископаемых рифов Уиндли-Ки

## Известные палеонтологи
- Уолтер Ауффенберг умер в Гейнсвилле 17 января 2004 года в возрасте 75 лет.
- Пирс Бродкорб умер в Гейнсвилле 18 июля 1992 года.
- Чезаре Эмилиани умер в Палм-Бич-Гарденс 20 июля 1995 года.

## Музеи естественной истории
- Флоридский музей естественной истории, Гейнсвилл
- Музей Южной Флориды, Брадентон

## Известные клубы и ассоциации
Известными клубами и ассоциациями являются:
- Общество ископаемых Bone Valley
- Флоридские охотники за окаменелостями
- Палеонтологическое общество Флориды
- Ископаемый клуб Майами
- Клуб ископаемых юго-западной Флориды
- Клуб ископаемых Тампа-Бэй

## События
- Ярмарка ископаемых[11]